# Heterogenius fossicollis
Heterogenius fossicollis är en skalbaggsart som beskrevs av Louis Burgeon 1934. Heterogenius fossicollis ingår i släktet Heterogenius och familjen Cetoniidae. Inga underarter finns listade i Catalogue of Life.